# 傑什科維齊亞
48°21′33″N 23°0′0″E / 48.35917°N 23.00000°E

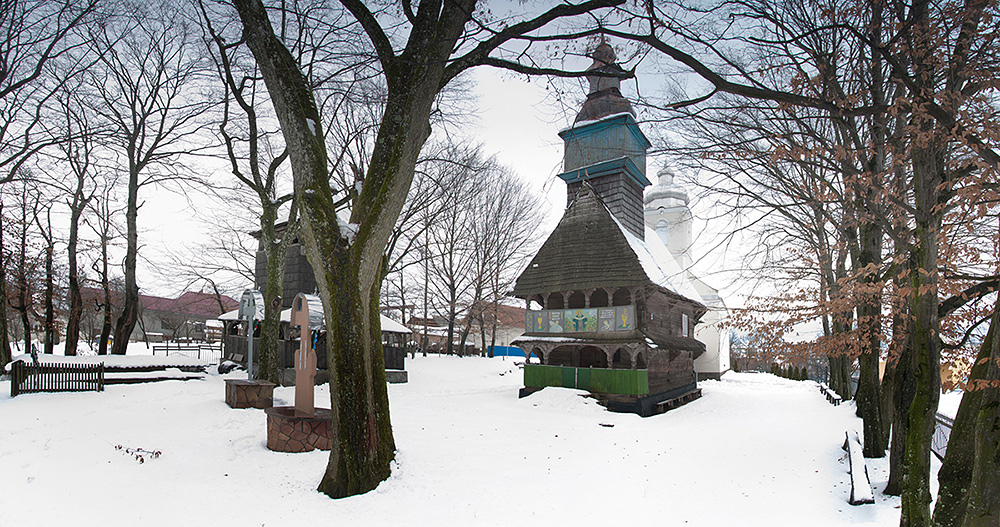

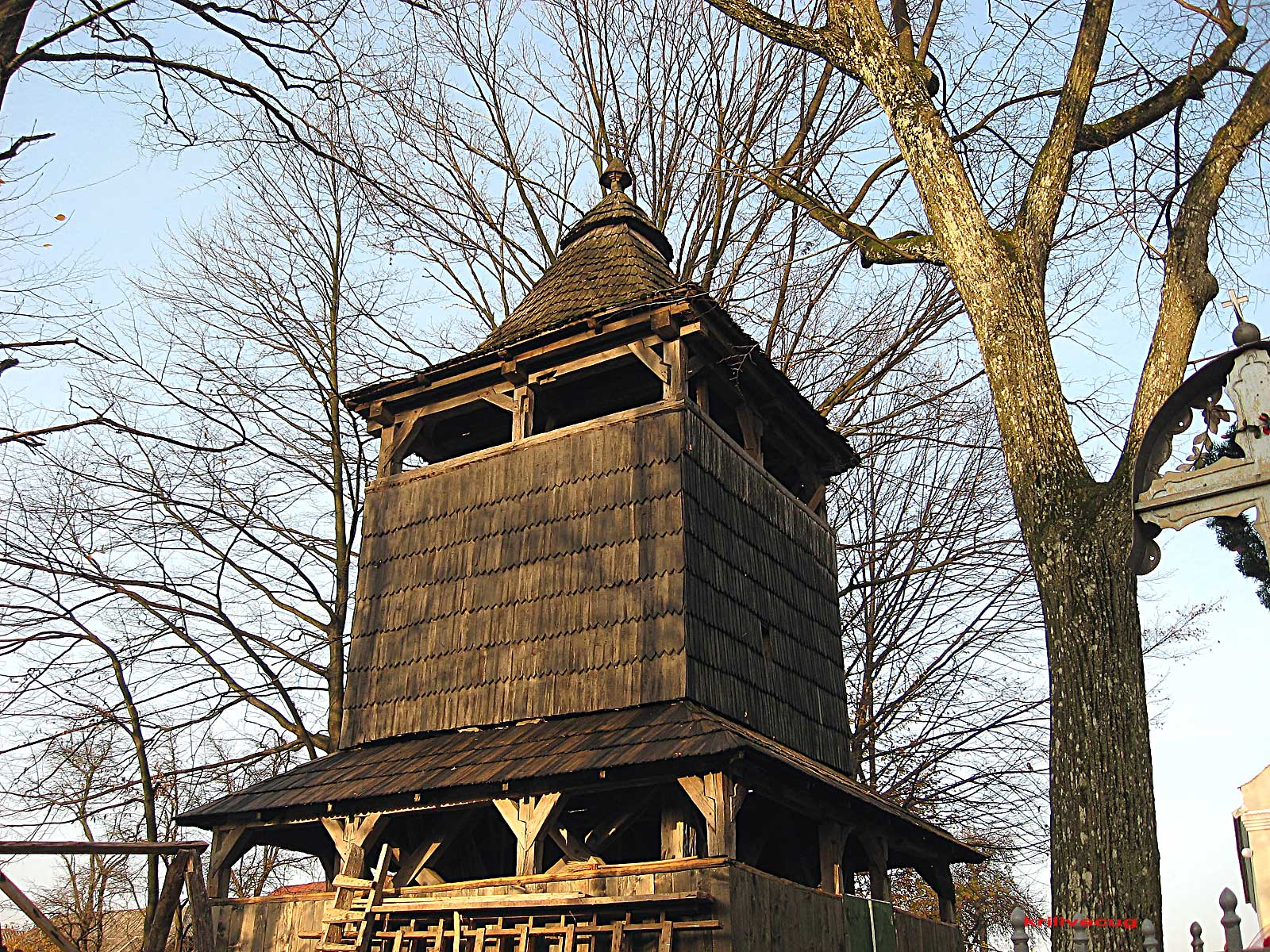

傑什科維齊亞（烏克蘭語：Дешковиця）是烏克蘭西部的村莊，隸屬外喀爾巴阡州的胡斯特區。該村面積2.03平方公里，海拔高度182米，2001年人口690，人口密度每平方公里340人。